# 重政豊
重政 豊（しげまさ ゆたか、1981年8月27日 - ）は元お笑い芸人である。大阪府出身。本名は同じ。大阪NSC25期生。2008年デビュー。

## 概説・芸風
競馬のゴーグル、帽子、勝負服を着て登場し「どうも、見ての通りの競馬オタク重政豊です。今日はみなさんに競馬ジョッキーの名前を一人でも多く覚えてもらいたいんで、今から○○さんの名曲××の歌詞を全部競馬ジョッキーの名前に変えて歌いたいと思います。」と言ってからネタをはじめるのが特徴。ネタは、ヒット曲（「さくらんぼ」、「夏祭り」等）の歌詞を競馬のジョッキー（たまに調教師も登場）の名前に替えた替え歌を歌いながらジョッキーの名前と写真を貼ったフリップをめくっていく。ただし、歌は上手くない。意図的に江田照男、阿部新生あるいはコーツィー、デムーロなどの外国人騎手などが印象に残るように何度も歌詞に登場させウケを狙う。歌い終わった後に、「どうです? 江田照男は確実に覚えたでしょ。」などといい締める。フリップの写真はほぼ全員勝負服を着た姿だが、武豊だけなぜか宣材写真のようなジャケットを着たものを使用している。

## エピソード
- 『あらびき団』に出演した際には郵便局アルバイターと紹介された。あらびき団には３回目までは一般応募で出演していた。
- 競馬サークルとのかかわりも深く2009年に行われた松岡正海の結婚式で持ちネタを披露している。
- 松岡からは自身がマイネルキッツに騎乗し天皇賞（春）を勝利した際に着用していた勝負服（サラブレッドクラブ・ラフィアンのもの）をサイン入りでプレゼントされてネタでも着用している。
- 後藤浩輝からは、ネタで何度も歌っているにもかかわらず一向に歌がうまくならないことを指摘された。
- ネタで使用するフリップは手作りで、1枚あたり1時間程かけて作成している。
- 『あらびき団』の100回放送記念「もう一度みたいランキング!!」では9位にランキングされた。
- 『M-1グランプリ』2006～2008ではマリッジブルーこうもととのコンビ「マリッジゆたか2007」として出場。
- 『うまプロ!』の企画U-1グランプリでは初代チャンピオンとなり、大型液晶テレビと日本ダービー特別席が贈られた。
- 芸人引退後の2018年、優駿エッセイ賞で佳作を受賞した。受賞の言葉で「今度は歌い手、話し手ではなく、書き手として競馬に携われればと思います。」と述べている。

## ネタになった原曲一覧
- さくらんぼ（大塚愛）
- 気分上々↑↑（mihimaru GT）
- 亜麻色の髪の乙女（島谷ひとみ、原曲ヴィレッジ・シンガーズ）
- 夏祭り（Whiteberry、原曲JITTERIN'JINN）
- キューティーハニー（倖田來未、原曲前川陽子）

## 出演
- あらびき団（TBSテレビ）
- うまプロ!（フジテレビ）
- サタうま!（関西テレビ）
- NHKだめ自慢（NHK、2020年10月31日）
- 川島・山内のマンガ沼（読売テレビ、2021年6月6日）